# Mahaut de Béthune
Mahaut ou Mathilde de Béthune (née vers 1220 et morte le 15 novembre 1264) est de la maison de Béthune. Elle est l'épouse du comte de Flandre Gui de Dampierre. Elle est la mère, entre autres, du comte Robert III de Flandre.
Ses parents sont Robert VII de Béthune (en), seigneur de Béthune, de Termonde, de Richebourg et de Warneton, et Élisabeth de Morialmé. 
Elle rédige son testament en 1259 dans lequel elle déclare choisir sa sépulture dans l'abbaye de Flines et institue un très grand nombre de legs. 

## Descendance
Elle a épousé en 1246 Gui de Dampierre avec qui elle a eu :
- Robert III de Béthune (1249-1322), comte de Flandre ;
- Guillaume de Crèvecœur (mort en 1311), sire de Termonde, de Richebourg et de Crèvecœur, marié en 1286 à Alix II de Clermont de Nesle, vicomtesse de Châteaudun (morte en 1320). Une de leurs petites-filles épousa Jean Ier de Luxembourg, seigneur de Ligny ;
- Jean de Flandre (mort en 1291), évêque de Metz, puis prince-évêque de Liège ;
- Baudouin (mort en 1296) ;
- Philippe de Chiéti (1263-1308), comte de Thiette (Chiéti ou Teano, Théate) et de Lorette, marié en 1284 à Mahaut de Courtenay-Champignelles (morte en 1303 ; fille de Raoul et petite-fille de Robert), comtesse de Thiette, puis en 1304 à Pérenelle de Milly (morte en 1335), comtesse de Lorette. En 1285, ce cinquième fils du comte de Dampierre est présent au tournoi de Chauvency-le-Château, près de Montmédy, selon Jacques Bretel ;
- Marguerite de Dampierre (1253-1285), mariée en 1273 Jean Ier, duc de Brabant († 1294) ;
- Marie de Dampierre, mariée en 1270 Guillaume, fils de Guillaume IV, comte de Juliers (mort en 1278), puis en 1285 à Simon II, seigneur de Châteauvillain et d'Arc-en-Barrois († 1305) ;
- Béatrice de Dampierre (morte en 1296), mariée en 1270 à Florent V, comte de Hollande.